# Miraj (linea secondogenita)
Lo Stato di Miraj (linea secondogenita) fu uno stato principesco del subcontinente indiano, avente per capitale la città di Miraj. Anticamente uno stato unico con la sua controparte, il Miraj (linea primogenita), i due stati si separarono nel 1820 e poco più di un secolo dopo, l'8 marzo 1948, entrambi entrarono a far parte dell'Unione Indiana.
Con una superficie di 508 km², lo stato di Miraj aveva una popolazione nel 1901 era pari a 35.806 individui.
Come lo stato della linea secondogenita, Miraj (linea secondogenita) era amministrato come parte dell'Agenzia degli stati del Deccan della Presidenza di Bombay.

## Storia
Il predecessore dei due stati, lo stato di Miraj, venne fondato nel 1750 circa con confini che giungevano quasi fino alla capitale dello stato di Sangli, almeno sino all'arrivo degli inglesi.
Raja Govind Rao Patwardhan, primo regnante di Miraj, iniziò la propria carriera come comandante di cavalleria, distinguendosi in diverse spedizioni contro il Nizam di Hyderabad e Hyder Ali di Mysore, guadagnandosi la fiducia dei Maratha che aiutò nella conquista dell'India.
Nel 1820, lo stato di Miraj venne diviso tra la linea primogenita e quella secondogenita. Il territorio delle due linee era inframezzato a quello di altri stati principeschi indiani.
Lo stato di Miraj (linea secondogenita) entrò a far parte del Dominion d'India l'8 marzo 1948 ed è attualmente parte dello stato di Maharashtra.

## Governanti
I regnanti locali appartenevano alla dinastia Patwardhan e portavano il titolo di raja.

### Raja
- 17.. - 1771                Govind Rao                         (m. 1771)
- 1771 - 1775                Vaman Rao                          (m. 1775)
- 1777 - 1782                Harihar Rao                        (n. c.1765 - n. 1782)
- 1782 - 1801                Chintaman Rao                      (n. 1775 - m. 1801)
- 1801 - 1820                Gangadhar Rao

### Dopo la divisione
- Raja Madhavrao I Patwardhan, r. 1820/1845
- Raja Lakshmanrao I [Anna Saheb] Patwardhan r. 1845/1876, n. 1807 - m. 1876.
- Raja Hariharrao [Dada Saheb] Patwardhan, r. 1876/1877, m. 1877.
- Raja Lakshmanrao II [Anna Saheb] Patwardhan, r. 1877/1899, m. 7 febbraio 1899.
- Meherban Shrimant Raja Sir Madhavrao II Harihar Babasaheb Patwardhan, r. 1899/1950